# オイローパ (客船・6代)
オイローパ（Europa）は、TUI AG傘下のハパク・ロイド・クルーズが運航しているクルーズ客船。オイローパの船名はハパク・ロイドの前身のハンブルク・アメリカ・ライン時代の初代から数えて6代目に当たる。

## 概要
1999年9月9日、フィンランドのクヴァルネル・マサ造船所ヘルシンキ工場で竣工。船価は1億5千万ドル。
9月17日ハンブルクからマラガへのクルーズでデビューし、以降ドイツ人向けのワールドワイドのクルーズに就航している。
客室数は204室でオールスイート、全てが海側客室（アウトサイド・キャビン）であり、うち約82%の168室はベランダ付きである。
本船の評価は高く、ベルリッツ・クルーズガイドでは最新の2010年版まで10年連続で最高位であるファイブスター・プラスに選ばれている。
（ファイブスター・プラスは本船就航時、他船と比べて突出したクオリティであるとして初めて設けられたものであり、以降10年間本船以外は獲得していない。）
また日本への来航は2003年4月に大阪、長崎、名古屋等7港に寄港したのが初であった。